# Metzgeria involvens
Metzgeria involvens là một loài Rêu trong họ Metzgeriaceae. Loài này được S. Hatt. mô tả khoa học đầu tiên năm 1975.